# Мелитополь (локомотивное депо)
Локомотивное депо Мелитополь — предприятие железнодорожного транспорта в городе Мелитополь, крупнейшее депо Приднепровской железной дороги.

## История
В 1874 году при строительстве Лозово-Севастопольской железной дороги в городе Мелитополь была открыта станция, создано депо и паровозные мастерские.
В 1971 году был электрифицирован участок Запорожье — Мелитополь — Симферополь. В депо пришли первые электровозы ЧС2, ВЛ8.
В 1982 году в депо был открыт музей.
В конце 2007 года в депо были переданы все локомотивы расформированного депо Запорожье-2 (ТЧ-14). На базе бывшего локомотивного депо Запорожье-2 было создано Запорожское моторвагонное депо (РПЧ-3), куда вошли электропоезда расформированного ТЧ-14, административный корпус и цех ремонта электроподвижного состава и оборотное депо Запорожье (ТД-3), относящееся к локомотивному депо Мелитополь. К нему отошли тепловозный и крановый цеха, топливный склад, ПТО тепловозов и ПТО электровозов на станции Запорожье-1.

## Обслуживаемые участки
Тяговые плечи пассажирских перевозок:
- Мелитополь — Харьков
- Мелитополь — Днепр
- Мелитополь — Кривой Рог — Пятихатки
- Мелитополь — Волноваха
- Мелитополь — Бердянск

Тяговые плечи грузовых перевозок:
- Мелитополь — Запорожье-Левое
- Мелитополь — Синельниково
- Мелитополь — Лозовая
- Мелитополь — Волноваха
- Мелитополь — Энергодар
- Мелитополь — Федоровка — Нововесёлая

## Подвижной состав
Пассажирское движение осуществляется чешскими электровозами ЧС2 и ЧС7. Грузовое электровозами ВЛ11М. Тепловозы 2ТЭ116 используются для обоих видов перевозок, ТЭП70, ЧМЭ3(Т) пассажирские. В маневровой работе чешские тепловозы ЧМЭ3 и ЧМЭ3Т.

## Обслуживание подвижного состава
Депо выполняет текущий ремонт и осмотры подвижного состава ТР-3, ТР-1, ТО-2, ТО-3. Капитальный ремонт осуществляют заводы ЗЭРЗ, ЛЭРЗ и ДТРЗ. В депо проходят ТР-3 локомотивы депо Мелитополь, Кривой Рог-Главный, Нижнеднепровск-Узел, Пятихатки, Пологи, (до 2014 года — Джанкой, Керчь); ТО-2 локомотивы депо Кривой Рог, Нижнеднепровск-Узел, (до декабря 2014 года — Джанкой, Симферополь).